# Utopian Motor Works
Utopian Motor Works war ein britischer Hersteller von Fahrrädern und Automobilen.

## Unternehmensgeschichte
Das Unternehmen aus Leicester stellte Fahrräder her. 1914 begann die Produktion von Automobilen. Der Markenname lautete Utopian. Im gleichen Jahr endete die Automobilproduktion. Insgesamt entstanden nur wenige Exemplare. Der Verkauf eines Kraftfahrzeugs an einen Geistlichen ist überliefert.

## Automobile
Das einzige Modell war ein Dreirad mit einem einzelnen Vorderrad. Die Lenkung erfolgte mittels eines langen Hebels. Ein wassergekühlter Zweizylindermotor war unter dem Sitz montiert und trieb über eine Kardanwelle die Hinterachse an. Die offene Karosserie bot Platz für zwei Personen.